# Anthidium cingulatum
Anthidium cingulatum är en biart som beskrevs av Pierre André Latreille 1809. Anthidium cingulatum ingår i släktet ullbin, och familjen buksamlarbin. Inga underarter finns listade i Catalogue of Life.